# Boris Jaanikosk
Boris Jaanikosk, geboren als Boris Jankovski, (* 4. Junijul. / 16. Juni 1897greg.; † 1. Juni 1976) war ein estnischer Musiker, Schauspieler und Filmregisseur. Er gilt als Pionier der estnischen Filmgeschichte.

## Leben und Werk
Boris Jaanikosk wurde als Boris Jankovski geboren und estnisierte seinen Familiennamen später in Jaanikosk. 1929 spielte Jaanikosk in der estnischen Filmproduktion Jüri Rumm unter der Regie von Johannes Loop eine der Hauptrollen. Der Film hatte im Dezember 1929 Premiere. 1930 drehte er den ersten Musicalfilm der estnischen Filmgeschichte. Der Kurzfilm Kuldämblik (zu deutsch „Die Goldspinne“), zu dem er auch das Drehbuch schrieb, war gleichzeitig der erste estnische Tonfilm. Der Schwarzweiß-Film gilt als verschollen.
In den 1950er Jahren war Boris Jaanikosk als Redakteur bei der sowjet-estnischen Wochenschau Filmikroonika beschäftigt.
Boris Jaanikosk liegt heute auf dem Pärnamäe Friedhof (Pärnamäe kalmistu) in Tallinn im gesonderten Bereich der Estnischen Kinovereinigung begraben.